# 瀬畑源
瀬畑 源（せばた はじめ、1976年- ）は、日本の歴史学者。専門は日本政治史。龍谷大学法学部教授。

## 人物・来歴
東京都生まれ。2000年一橋大学社会学部卒業、吉田裕ゼミ出身。2010年同大学院博士課程修了、「象徴天皇制の形成過程 宮内庁とマスメディアの関係を中心に」で社会学博士、2014年長野県短期大学助教。2017-19年准教授（勤務校廃止）。2019年信濃毎日新聞書評委員。2020年龍谷大学法学部准教授、長野県公文書審議会委員 。2023年日本史研究会編集委員。同年毎日出版文化賞受賞。2025年龍谷大学法学部教授。専門は日本政治史。

## 著書
- 『公文書をつかう 公文書管理制度と歴史研究』青弓社 2011
- 『公文書問題 日本の「闇」の核心』集英社新書 2018.2
- 『国家と記録 政府はなぜ公文書を隠すのか?』集英社新書 2019.10
- 『公文書管理と民主主義 なぜ、公文書は残されなければならないのか』岩波ブックレット 2019.5

### 共編著・監修
- 『戦後史のなかの象徴天皇制』 吉田書店 2013

河西秀哉編、後藤致人・冨永望・舟橋正真・楠谷遼・森暢平共著
- 『国家と秘密 隠される公文書』久保亨共著 集英社新書 2014
- 『平成の天皇制とは何か 制度と個人のはざまで』吉田裕・河西秀哉共編 岩波書店 2017
- 『昭和天皇戦後巡幸資料集成』全18巻、ゆまに書房 2018-19 監修
- 『〈地域〉から見える天皇制』吉田書店 2019

河西秀哉・森暢平共編、冨永望・舟橋正真・加藤祐介・茂木謙之介共著
- 『昭和天皇拝謁記　初代宮内庁長官 田島道治の記録』全7巻、岩波書店 2021-23
- 『「昭和天皇拝謁記」を読む』岩波書店 2024、副読本

編集委員：他は古川隆久・茶谷誠一・冨永望・河西秀哉・舟橋正真・吉見直人

## 論文
- ＜瀬畑源